# جلباب
اصطلاح جلباب jilbāb (همچنین jilbaab , jubbah یا jilaabah) (عربی: جِلْبَاب) امروزه به هر کت یا پوشاک بیرونی بلند و گشاد گفته می‌شود که برخی از زنان مسلمان می‌پوشند. این واژه در یکی از آیات حجاب به کار رفته اما دانسته نیست جلباب امروزی چقدر به جلباب قرآنی نزدیک است. در هر حال نظر به استتار تمام بدن، پوشندگان بر این باورند که این جامه، معیار قرآنی برای حجاب را برآورده می‌کند. گونه‌ای از جلباب در ایران و افغانستان به چادر نامدار است. جلباب مدرن تمام پیکر را می‌پوشاند. برخی از زنان نیز دست‌ها و چهره را با روبنده می‌پوشانند. در سال‌های اخیر، اغلب یک گیره کوتاه برای محافظت از چهره در برابر آفتاب گرمسیری استفاده می‌شود.

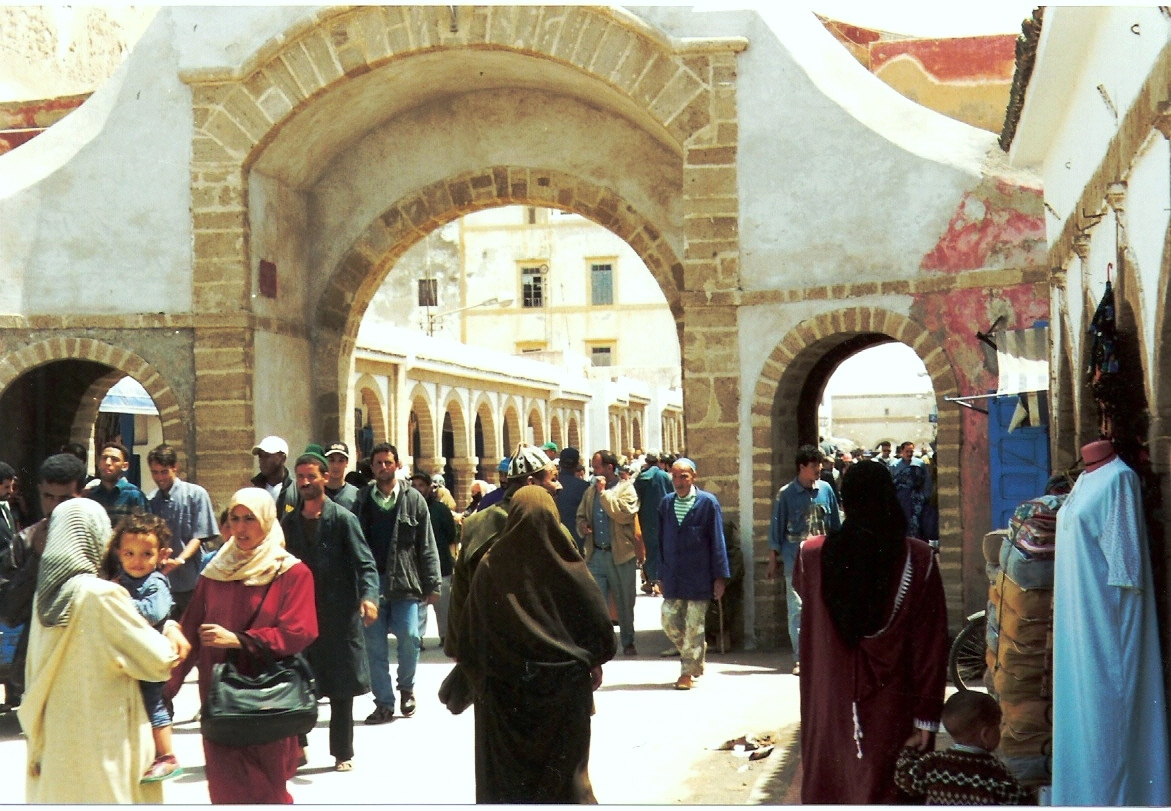
زنانی که جلباب سنتی را در محله مدینه در اساویرا، مراکش می‌پوشند.